# Ellesse Andrews
Pour les articles homonymes, voir Andrews.
Ellesse Andrews, née le 31 décembre 1999 à Christchurch, est une coureuse cycliste néo-zélandaise. Elle remporte les titres olympiques de la vitesse individuelle et du keirin aux Jeux olympiques d'été de 2024.

## Biographie
Ellesse Andrews naît le 31 décembre 1999 à Christchurch. Elle est la fille d'Angela Mote-Andrews, musicienne et pilote de VTT, et du cycliste Jon Andrews (en), médaillé aux Jeux du Commonwealth de 1990, participant aux Jeux olympiques de 1992 et devenu entraîneur. Après avoir cessé cette activité pendant plusieurs années, Jon Andrews redevient entraîneur lorsqu'Ellesse court en catégorie junior, en 2015,.
Dans cette catégorie, Ellesse Andrews obtient deux médailles d'or aux championnats d'Océanie sur piste cette année-là, trois en 2016. Elle devient championne du monde de vitesse par équipes juniors avec Emma Cumming en 2016. Lors des championnats du monde juniors de 2017, elle remporte le titre en poursuite et bat à cette occasion le record du monde junior en parcourant les 2 000 m en 2 minutes et 18 secondes.
Passée en catégorie élite, elle est championne d'Océanie de poursuite en 2018. Aux Jeux du Commonwealth, elle est sixième de la poursuite et douzième du 500 mètres. En début d'année 2019, elle est championne de Nouvelle-Zélande de vitesse par équipes et de keirin, puis dispute ses premiers championnats du monde sur piste élites. Elle s'y classe quinzième de la vitesse par équipe et 24e de la poursuite. Après avoir alterné entre les disciplines d'endurance et du sprint ces dernières années, elle décide en 2019 de se concentrer sur les disciplines du sprint avec le soutien de l'entraîneur national René Wolff. Lors des championnats d'Océanie disputés en octobre 2019, elle est médaillée d'or sur le keirin et médaillée d'argent sur le 500 mètres et la vitesse par équipes. Aux  championnats du monde sur piste 2020 à Berlin, elle termine cinquième du keirin.
Lors de la finale du keirin des Jeux olympiques 2020 de Tokyo, elle termine deuxième derrière 
Shanne Braspennincx. En avril 2022, elle est triple championne d'Océanie. Lors des Jeux du Commonwealth de Birmingham en juillet de la même année, elle remporte quatre médailles, trois en or dans les épreuves du sprint, le keirin devant Sophie Capewell, la vitesse face à Kelsey Mitchell  et la vitesse par  équipes, ainsi que l'argent sur la poursuite par équipes.
Lors des mondiaux 2023 de Glasgow, elle remporte le keirin, devant Martha Bayona et Lea Sophie Friedrich, devenant le premier cycliste sur piste néo-zélandais, homme et femme confondus, à remporter un titre mondial individuel en sprint. Lors de l'épreuve du sprint, elle remporte la médaille de bronze en battant Emma Hinze. En fin de cette année 2023, elle remporte le classement général de la vitesse de la troisième édition de la Ligue des champions de cyclisme sur piste, devant l'Allemande Alessa-Catriona Pröpster. 
L'été suivant, au cours des Jeux olympiques de 2024, elle remporte la médaille d'argent de la vitesse par équipes aux côtés de Rebecca Petch et Shaane Fulton avant de s'imposer sur le keirin puis la vitesse individuelle. Elle devient ainsi la première cycliste néo-zélandaise à remporter deux médailles d'or lors d'une même édition des Jeux olympiques. De plus, avec sa médaille d'argent obtenue sur le keirin aux Jeux olympiques de Tokyo, elle est la cycliste néo-zélandaise la plus titrée de l'histoire olympique, avec quatre médailles, devançant Hayden Roulston et ses deux médailles remportées aux Jeux olympiques de Pékin en 2008.
Le 14 février 2025, lors des qualifications de l'épreuve du kilomètre des championnats d'Océanie sur piste, elle améliore le record du monde de la distance, détenu jusqu'alors par Marith Vanhove, en réalisant 1 min 4 s 697. Le lendemain, Hetty van de Wouw efface sa marque en 1 min 4 s 497 à l'occasion des championnats d'Europe.

## Palmarès

### Jeux olympiques
- Tokyo 2020
  -  Médaillée d'argent du keirin
  - 9e de la vitesse individuelle
- Paris 2024
  -  Championne olympique du keirin
  -  Championne olympique de vitesse individuelle
  -  Médaillée d'argent de la vitesse par équipes

### Championnats du monde
| Édition / Épreuve          | Keirin | Vitesse individuelle | Vitesse par équipes    | Poursuite | Poursuite par équipes |
| Aigle 2016 (juniors)       |        |                      | Or (avec Emma Cumming) | Bronze    |                       |
| Montichiari 2017 (juniors) |        |                      |                        | Or        | Argent                |
| Pruszków 2019              |        |                      | 15e                    | 24e       |                       |
| Glasgow 2023               | Or     | Bronze               |                        |           |                       |

### Coupe des nations
- 2022
  - 2e du keirin à Cali
  - 3e de la vitesse individuelle à Cali
- 2024
  - 1re du keirin à Milton
  - 2e de la vitesse individuelle à Milton
  - 3e de la vitesse par équipes à Adélaïde

### Ligue des champions
- 2023
  - Classement général du sprint
  - 1re du keirin à Palma
  - 1re du keirin à Berlin
  - 1re du keirin à Londres II
  - 1re de la vitesse à Berlin
  - 1re de la vitesse à Paris
  - 1re de la vitesse à Londres II
  - 2e du keirin à Londres (I)
  - 3e du keirin à Paris
- 2024
  - 2e du keirin à Apeldoorn (I)
  - 2e de la vitesse à Apeldoorn (I)
  - 2e de la vitesse à Londres (I)
  - 3e de la vitesse à Londres (II)

### Jeux du Commonwealth
| Édition / Épreuve | Keirin | Vitesse individuelle | Vitesse par équipes | Poursuite par équipes |
| Birmingham 2022   | Or     | Or                   | Or                  | Argent                |

### Championnats d'Océanie
| Édition / Épreuve | 500 mètres | Kilomètre | Keirin | Vitesse individuelle | Vitesse par équipes | Poursuite individuelle | Poursuite par équipes | Course aux points | Scratch | Omnium |
| 2015 (juniors)    |            |           |        |                      | Or                  |                        | Bronze                |                   | Or      | Argent |
| 2016 (juniors)    | Or         |           |        |                      |                     |                        | Or                    | Or                | Argent  | Argent |
| Adelaide 2018     |            |           |        |                      |                     | Or                     | Argent                |                   |         |        |
| Invercargill 2019 | Argent     |           | Or     |                      | Argent              |                        |                       |                   |         |        |
| Brisbane 2022     | Or         |           | Or     | Or                   |                     |                        |                       |                   |         |        |
| Brisbane 2023     |            |           | Argent | Or                   | Argent              |                        |                       |                   |         |        |
| Brisbane 2025     |            | Or        | Or     | Or                   | Or                  |                        |                       |                   |         |        |

### Championnats de Nouvelle-Zélande
- 2019
  -  Championne de Nouvelle-Zélande du keirin
  -  Championne de Nouvelle-Zélande de vitesse par équipes
- 2020
  -  Championne de Nouvelle-Zélande de vitesse individuelle
- 2022
  -  Championne de Nouvelle-Zélande du keirin
  -  Championne de Nouvelle-Zélande de vitesse par équipes
- 2025
  -  Championne de Nouvelle-Zélande du kilomètre
  -  Championne de Nouvelle-Zélande du keirin
  -  Championne de Nouvelle-Zélande de vitesse

## Distinctions
- Ordre du Mérite de Nouvelle-Zélande en juin 2025[15]